# 松竹音楽舞踊学校
松竹音楽舞踊学校（しょうちくおんがくぶようがっこう）は、かつて存在した学校で、松竹歌劇団（SKD）の劇団員養成機関。1992年（平成4年）に廃校。なお「松竹音楽"舞踏"学校」とよく誤記される。

## 概要
宝塚歌劇団やSKDの姉妹劇団であるOSK日本歌劇団ともども、養成機関の卒業生のみを入団させる方策を取り続けた。設立当初は1年制、後に予科・本科・研究科の3年制となるが、短縮されて2年制、1年制となり、さらに予科・本科の2年制に戻された。各種法令に沿った学校法人として、松竹株式会社からの補助金によって成り立っていた。このため学校教育法に基づいた教育として、1978年（昭和53年）当時は、週に予科34時間・本科29時間の授業が行われていた。
毎年2月頃に入学試験があった。1978年（昭和53年）当時の応募資格は、身長153cm以上・健康で舞台に適する性格を持った15～18歳の女性であり、芸能修業経験は不問であった。入学後も前期・後期の期末試験が行われ、厳しい場合は卒業できたのが3分の1程度という年度もあったという。一例として、第19期は倍率4倍の入試を経て78名が入学したが、3年後の卒業時には51名だった。
SKD入団に際しても試験があり、1960年（昭和35年）の倍賞千恵子以降、毎年の首席入団者は「東京踊り」で鼓笛隊の指揮者（バトンガール）の座を与えられるようになった。
「長幼の序」「礼節」が重んじらたが、訓話等の教育によるのではなく、芸事の修行を通じて必然的に身に付くものとされていた。

## 歴史
1933年（昭和8年）、桃色争議後の組織改革の中、松竹本社直属の「松竹少女歌劇団（SSKD）」と附属の団員養成機関「松竹少女歌劇学校」が設立された。当初は1年制で、1934年（昭和9年）に歌劇学校第1回卒業生が初舞台を踏んだ。
やがて日中戦争（当時の呼称：支那事変）及び太平洋戦争（当時の呼称：大東亜戦争）の戦局悪化により、レビューの上演機会も制約を受けるようになる。歌劇団の50年史では、1941年（昭和16年）の第7回卒業生を最後に歌劇学校出身者の記録が途絶える。1944年（昭和19年）3月、決戦非常措置要綱により国際劇場を含む全国の主要劇場が閉鎖されたため、歌劇団及び歌劇学校は自主的に解消した。
松竹歌劇は「松竹芸能本部女子挺身隊」として国内外の慰問などの活動を続けた後、戦後の1945年（昭和20年）10月に「松竹歌劇団（SKD）」として再興された。同年から戦後1期生として新入団者の採用があり、半年から1年間程度の、舞台出演と並行した即製の練習が施された。
1950年（昭和25年）11月、松竹少女歌劇学校は「松竹音楽舞踊学校」に改称し、3年制に改めるとともに歌舞伎座別館を教室として再出発することとなった。歌劇団が戦後の黄金時代を迎えた1950年代には宝塚歌劇団よりも収入等の面で劇団員の待遇が良く、学費無料に加え受験制限も緩やかなものだったため、約20-30倍という極めて高い倍率を誇った。1952年（昭和27年）は58名の合格者に対し1850名の受験者がいた。
1963年（昭和38年）からはSKDの声楽を強化するため、3年制の声楽科と1年制の特別声楽科が設けられた。1968年（昭和43年）の入団の第22期生から2年制となるため、同年は第21・22期生が同時に入団した。1975年（昭和50年）入団の第30期生から1年制となるため、同年は第29・30期の2期が同時に入団した。1978年（昭和53年）時点で再び2年制に戻された。
やがて衰退し、1972年（昭和47年）には志願者がはじめて100人を割り込んだ（公称90人だが、もっと少なかったとされる）。
1990年（平成2年）でSKDはレビュー公演を取りやめ、ミュージカル劇団への再編をはかるため組織を一新した。これにともない、舞踊学校も1992年（平成4年）に廃校となった。

## 歴代校長
松竹舞踊音楽学校
1. 浅尾忠義
2. 城戸四朗
3. 大谷隆三